# 明網
明網（英語：Clearnet）指的是通常是未加密、非黑暗網路，或不需Tor等瀏覽器就能瀏覽的網路。這類傳統全球資訊網的內容往往匿名性較低，多數網站可以獲得使用者的IP地址。